# Наннак
Наннак или Аннак (др.-греч. Νάννακος, Άννακός) — легендарный царь Фригии, правивший до Девкалиона. Наннак, живший у Таврских гор в самом восточном фригийском городе Куванна, позднее названном греками Иконион (Иконий) (др.-греч. Ἰκόνιον, лат. Iconium), предвидел Девкалионов потоп, поэтому собрал население в храме и слёзно упрашивал богов об отведении опасности. Отсюда возникла древнегреческая поговорка τα Ναννάκου κλαϋσομαι — «Плакать слезами Наннака». Наиболее древний источник, где засвидетельствована поговорка: «Мимиямбы» Герода (III в. до н. э.).
Согласно Стефану Византийскому, Аннак (Άννακός) (Август Майнеке установил его тождество с Наннаком) был фригийцем, который якобы прожил свыше 300 лет. Местные жители узнали от оракула о том, что все они должны погибнуть, как только тот умрёт. Поэтому они возносили к богам усердные и слёзные молитвы, откуда пошла пословица «оплакивать Аннака» τα επϊ Άννακοϋ κλαύσειν, επϊ των λίαν οίκτιζομένων. Пророчество исполнилось, когда во Фригии наступил Девкалионов потоп. По окончании потопа Прометей по приказу Зевса вновь создал «образы» (εΙκόνες) людей и оживил их, откуда возникло название места Иконион (Ἰκόνιον).
Имя Наннака в древнегреческих поговорках было своеобразным аналогом русского «царь Горох», то есть обозначало незапамятные времена.